# Gaetano Reina
Gaetano Reina, detto Tom o Tommy (Corleone, 27 settembre 1889 – New York, 26 febbraio 1930), è stato un mafioso italiano, uno dei più potenti Boss Mafiosi di New York degli anni dieci e venti, appartenente all'attuale Famiglia Lucchese dal 1922 al 1930 e assassinato durante la guerra castellammarese.

## Biografia
Gaetano Reina nasce a Corleone, in provincia di Palermo, nel 1889; ancora prima di emigrare in America è un membro di spicco della Famiglia di Corleone. Arrivato in America si stabilisce nel Bronx, dove prende il controllo di diverse attività illegali, creando il monopolio della distribuzione del ghiaccio in tutta New York.
La cosca di Reina si allea e collabora con la Famiglia Morello nel Bronx e ad Harlem, e i suoi due fedelissimi vice sono Tommaso Gagliano e Gaetano Lucchese. Con l'inizio del proibizionismo si lega ancora di più a Joe Masseria e Ciro Terranova, che rappresentano i Morello. Nel 1927, con l'arrivo a New York del potente Salvatore Maranzano iniziano i primi attriti con la fazione di Masseria, così tra le Cinque Famiglie si delineano due schieramenti, che cominciano a provocarsi a vicenda, rubando i rispettivi carichi di alcol ed invadendo i territori avversari.
Reina è un alleato dei Masseria - Morello - Terranova, ma quando questi ultimi chiedono tributi sempre maggiori a lui e alla sua cosca, lui segretamente si allea con i castellammaresi di Maranzano. Scoperto il doppio gioco, Masseria ordina il suo omicidio. Il 26 febbraio 1930, appena uscito da casa sua nel Bronx Gaetano Reina viene assassinato dai killer. Appena due mesi prima, il 27 dicembre 1929, Reina, Ciro Terranova, Giuseppe Morello ed altri potenti Boss avevano organizzato una cena in onore del potente magistrato Albert Vitale. Successivamente, sostenuto da Masseria, Joseph Pinzolo diventa il capo della cosca, ma solo dopo pochi mesi anche Pinzolo verrà ucciso dai killer di Gagliano e Lucchese, fedelissimi di Reina.